# Жердина

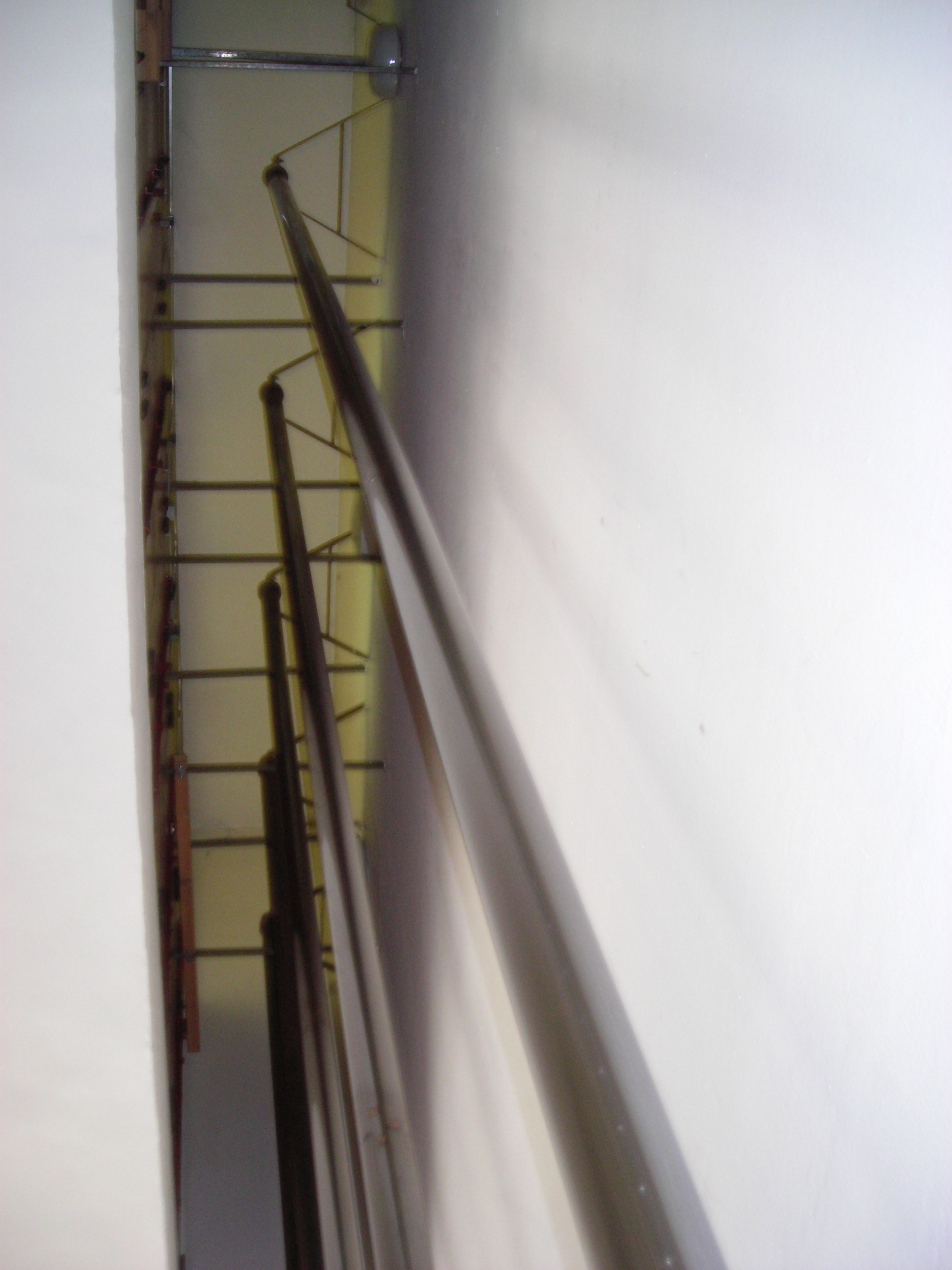
Жердини для спуску чергової команди пожежників по тривозі у пожежній частині.

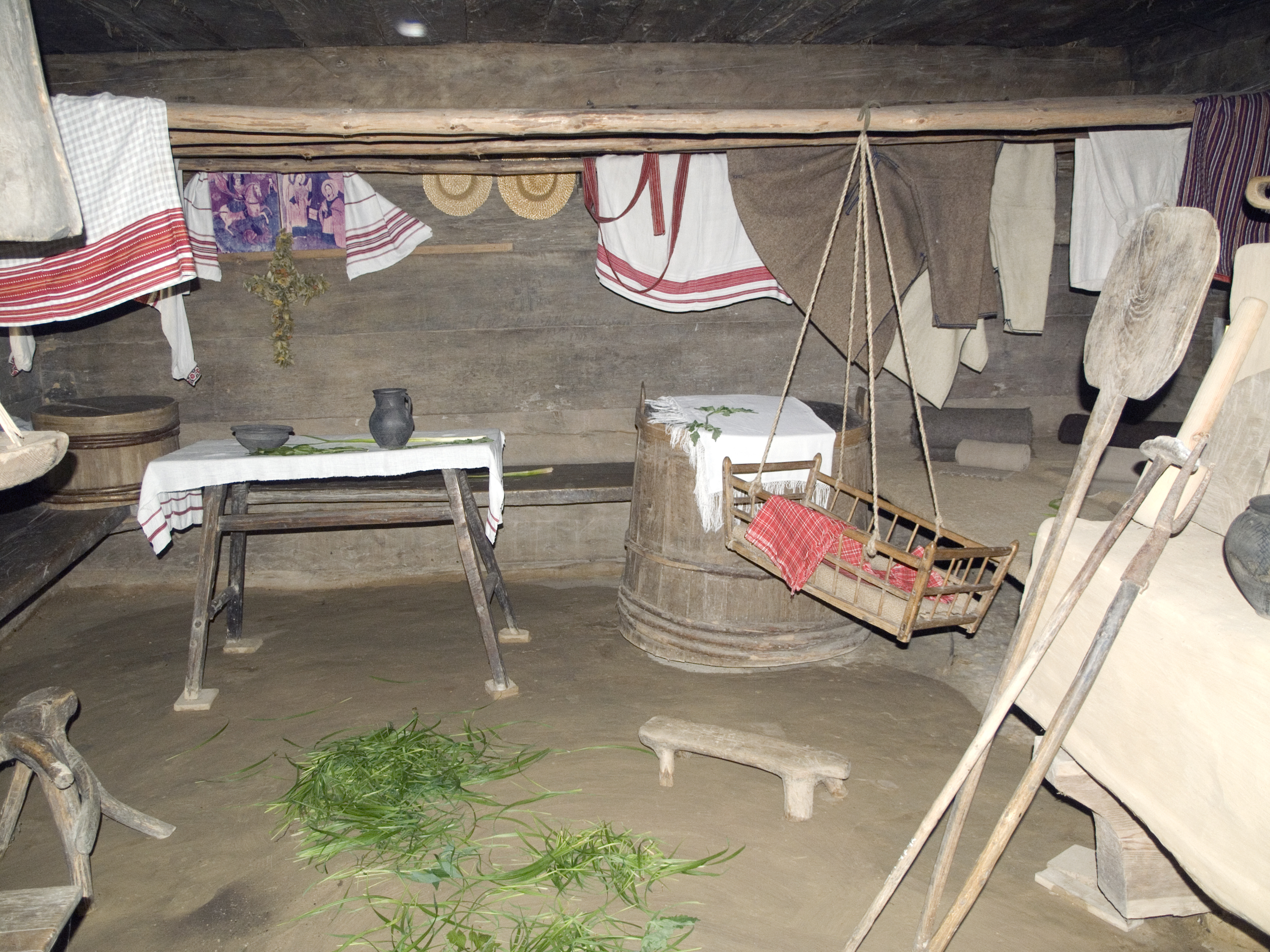
Гряди в хаті. Музей у Пирогові.

Жерди́на, розм. жердь, ці́вка, збірн. жердя — тонкий довгий стовбур дерева, очищений від сучків і гілок, або штучно виготовлений його аналог. Використовується при будівництві огорож, навісів, дахів, як основа для флагштока та ін. Молоді тонкі дерева, стовбури яких мають розміри жердин, називають жердняко́м.
Крім того, розрізняють спортивні снаряди з жердиною, стрибки з жердиною, спуск по жердині (наприклад, по тривозі у пожежних частинах).

## Види

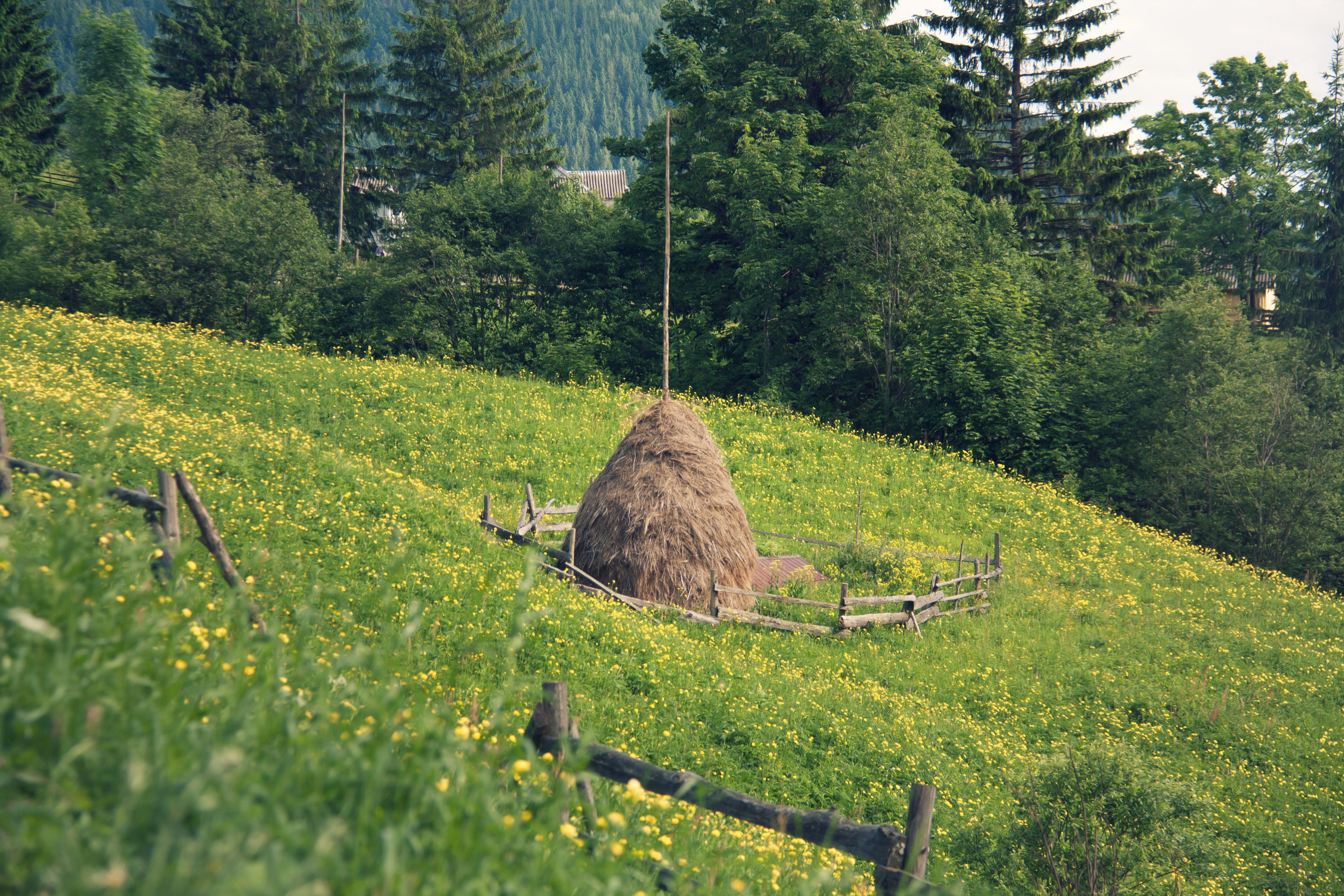
Стіг з остревою.

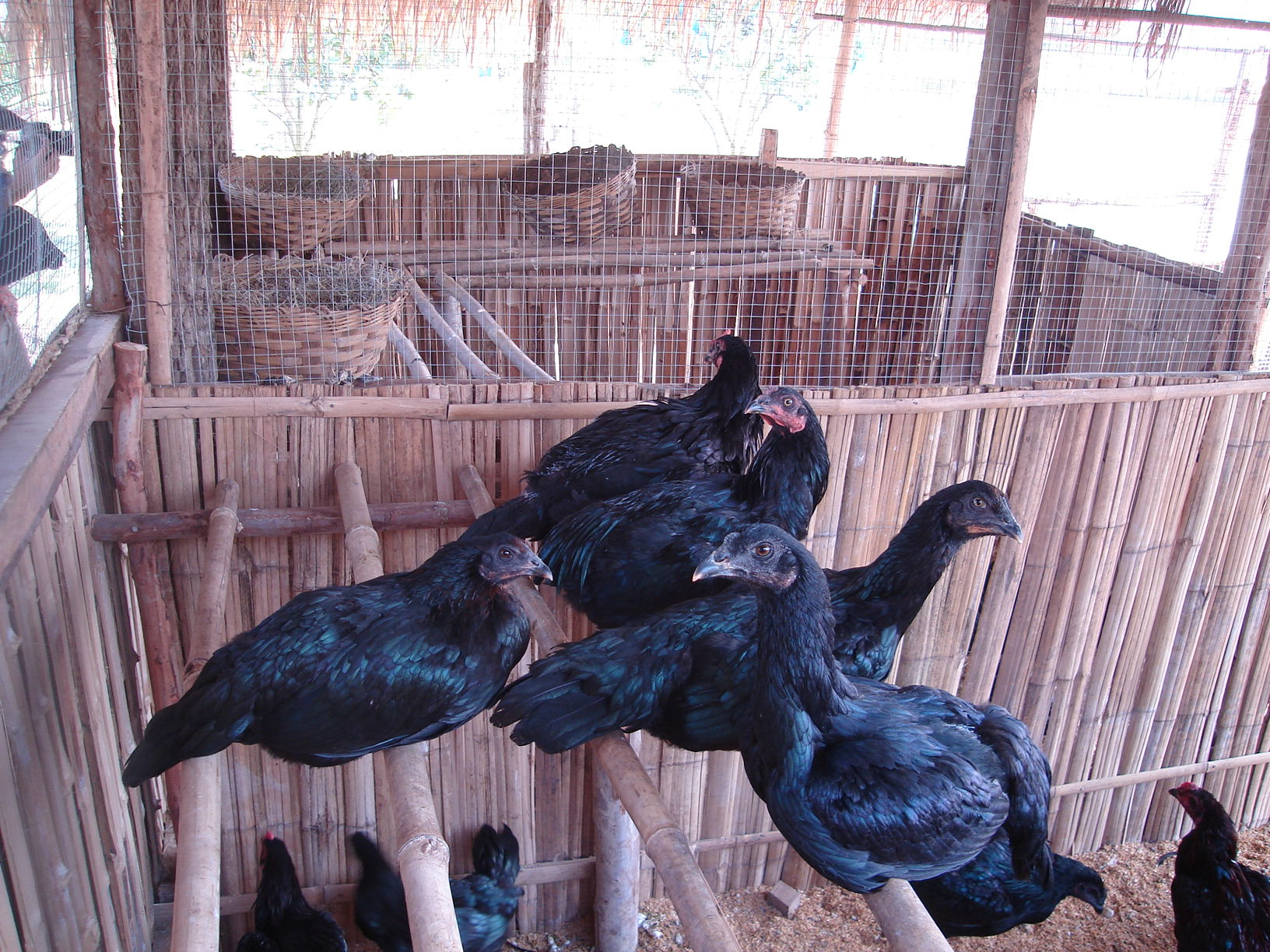
Кури на сідалах.

- Багор — жердина з гаком.
- Байловка — жердина для підіймання якоря на дуб[6].
- Бендюга — кожна з чотирьох жердин, яку клали на віз (дві вздовж, дві поперек) для перевезення снопів[7].
- Бовт — рибальське знаряддя у вигляді жердини з порожнистим потовщенням на кінці, яким заганяють рибу в сітку.
- Вагови́й дрюк — жердина, що слугувала замість домкрата для підняття воза при змащуванні осей коломаззю[8].
- Ви́рло — жердина для припрягання коня в кінному приводі.
- Відвід — кожна з бокових жердин розвальней, що утворює поручні.
- Війя́ — жердина, що з'єднує ярмо з возом.
- Ві́ха — встромлена в землю жердина, якою вказують дорогу, позначають межі ділянки.
- Ві́шало — жердина, закріплена на стовпах або підвішена на мотузках чи дротинах для сушіння чого-небудь.
- Водомір (футшток) — рейка або жердина з поділками, якою вимірюють рівень води в морі, озері, річці.
- Ворина, збірн. вір'я, вор'я — жердина для огорожі-вориння.
- Вороти́ло, коловоро́т, коловорі́т, бендю́га, стріла, жердь, жердя (дві останні назви вживалися на Полтавщині) — товста жердина чи колода, прикріплена ззаду стовпового вітряка і призначена для його повертання крилами до вітру[9][10][7][11][12][13].
- Глиця — поперечна з'єднувальна жердина[14].
- Голобля — кожна з двох жердин, прикріплених кінцями до передньої частини воза, саней і т. ін., в які запрягають коня при голобельному запрягу.
- Грузи́ло — жердина із залізною скобою, якою рибалки притримували кінці мережі біля дна при її витяганні[15].
- Гря́да, гря́дка — жердина в хаті чи коморі, розташована під стелею від однієї стіни до іншої (зазвичай парна); на грядах розвішували одяг, сушили білизну, дрова, коноплі[16][17].
- Дві́йло — жердина, що використовувалися для з'єднання ярм при запрягу кількох пар волів цугом[18].
- Диби (ходулі) — дві довгі жердини з набитими на них приступками, на які стають і ходять, переставляючи жердини.
- Дишель, дишло — товста жердина, прикріплена до передньої частини воза або саней, що використовується для запрягання коней при дишельному запрягу.
- Жердка (розм. «жердина»)[1] — вішалка у вигляді горизонтально прикріпленої або підвішеної перекладини[19]. Традиційно розташовувалася вздовж задньої стіни хати над полом[20].
- Жорость — поперечна жердина, колода, використовувана для скріплення колод плота[21].
- Журавель чи звід — довга жердина, приладнана біля колодязя як важіль для витягування води, також «журавлем» називається сам пристрій з такою жердиною.
- Заворітниця — кожна з жердин у розлогах[22].
- Кілок — жердина, загострена з одного кінця; паля, гострокіл.
- Ключ — жердина, що з'єднує криничний журавель з відром.
- Ключина — інша назва жердини, а також спеціальної парної жердини для притискання соломи на скирті або солом'яній покрівлі.
- Конов'язь — жердина, до яких прив'язують коней на відкритому місці.
- Коромисло — жердина для перенесення вантажів на плечі.
- Крісло — поперечна жердина, закріплена на головах полозів для запобігання перевертанню саней[23].
- Лата — елемент дахової обрешітки, довга жердина або дошка, яку кладуть упоперек кроков.
- Легкоатлетична жердина — спортивний прилад для стрибків з жердиною.
- Лі́гар, леґар — кожна з двох жердин, які підкладали під дров'яний стіс (сажень). Інше значення — кожна з тонких колод (накатин), з яких влаштовувався накат під дощатою підлогою[24][25].
- Накатник, накіття, стілля — стовбури дерев товщиною від 11 до 17 см, уживані для влаштування перекриттів (накатів) у фортифікаційних спорудах[26][27].
- Острева́ — закріплена вертикально на поверхні землі жердина з гілками (верхня частина стовбура дерева, переважно смереки), на яку складають сіно або снопи[28][29].
- Перш (від фр. perche — «сідало») — довга дерев'яна або металева жердина, яку використовують в цирку під час виконання акробатичних номерів.
- Півзи́на, пі́взен, пі́взень — жердина, якою притискували солому на стріхах і стогах[30][31].
- Пілон — вертикальна жердина для стриптизу й пол-дансу.
- Прави́ло — кермове весло, важіль стерна, а також важіль на лафеті гармати для спрямування ствола.
- Присі́шок — жердина з розвилкою, на яку клали горизонтальну жердину (при побудові повітки)[32].
- Рак — прикріплений до жердини гачок, яким витягають воду з криниці.
- Рамено — довга жердина, що слугує основою крила вітряка.
- Розвора — жердина, якою подовжують віз.
- Рубе́ль, також павуз — жердина, яку кладуть зверху на віз із сіном, снопами й притягують за кінці вірьовкою так, щоб, придавивши, утримати вантаж[33].
- Сі́дало, діал. подра, подря, підря — жердина у пташнику чи в клітці, на яку сідають на ніч кури або індики[34][35][36][37]
- Слиж — поперечний брус у стелі з хмизу[38].
- Соха — товста жердина, стовп, переважно з розсохою на кінці, що служить підпорою, підставкою до чого-небудь.
- Сошка, сішка — жердина, переважно з розсохою для підпирання чого-небудь.
- Тичина, тичка — жердина, зокрема, жердина для підтримування витких рослин, підпирання гілок плодових дерев, для розвішування рибальських сітей і т. ін., встромлена в землю жердина для вказання напрямку шляху, межі земельних ділянок, планування чого-небудь на місцевості.
- Флагшток — вертикальна жердина для прапора.
- Хохля — діалектна назва жердини з прив'язаним до неї канатом, якою тягнуть невід, пропускаючи її через ополонки під льодом.
- Цівка — інша назва жердини.
- Шпиль — загострена жердина, стержень на будівлі.
- Штанда́ра, штанда́рина (від нім. Ständer) — жердина, яка використовується для розширювання воза при перевезенні снопів, сіна і т. ін.[39][40][41]
- Штиль (від нім. Stiel) — загострена жердина, переважно для носіння соломи, сіна.
- Щогла — розмовне позначення жердини.
- Ялинка — довга жердина із залізним наконечником, яку на Дніпрі використовували для відштовхування від дна при проведенні барок проти течії[42].